# تپه قبر لیلی
تپه قبر لیلی مربوط به عصر آهن - دوره ساسانیان است و در شهرستان اسفراین، بخش مرکزی، دهستان آذری، ۲ کیلومتری جنوب غرب روستای خیرآباد واقع شده و این اثر در تاریخ ۲ مرداد ۱۳۸۷ با شمارهٔ ثبت ۲۳۰۹۸ به‌عنوان یکی از آثار ملی ایران به ثبت رسیده است.